# Grand prix du roman métis
Le grand prix du roman métis est un prix littéraire international remis chaque année en décembre depuis 2010 par la ville de Saint-Denis à La Réunion. Il récompense un roman francophone publié depuis moins d'un an et soulignant les valeurs du métissage, de la diversité et de l'humanisme.
Les trois cofondateurs sont : Mohammed Aïssaoui, Chams Benali et Yannick Lepoan.
Le grand prix du roman métis, d'une dotation de 5 000 euros, est décerné par un jury issu du monde du livre, dont les récipiendaires du prix de l'année précédente.

## Déclinaisons
Depuis 2011, l'institution décerne également chaque année le Prix du roman métis des lycéens, portant sur quatre titres de la sélection du Grand prix, et dont le jury est composé de deux lycéens par établissement participant, issus de l'académie de La Réunion et de Madagascar (depuis 2015).
En 2017 est lancé le Prix du roman métis des lecteurs de la ville de Saint-Denis auprès des bibliothèques de la ville de Saint-Denis et des bibliothèques intercommunales de la CINOR.
En 2024, le "Prix du roman métis des étudiants" vient compléter le dispositif.

## Liste des lauréats du grand prix du roman métis
| Année |  | Auteur               | Ouvrage                              | Éditeur (xe fois)  | Région/Pays      | Notes                                                                                         |
| ----- |  | -------------------- | ------------------------------------ | ------------------ | ---------------- | --------------------------------------------------------------------------------------------- |
| 2010  |  | Maryse Condé         | En attendant la montée des eaux      | Lattès             | Guadeloupe       |                                                                                               |
| 2011  |  | Lyonel Trouillot     | La Belle Amour humaine               | Actes Sud          | Haïti            |                                                                                               |
| 2012  |  | Tierno Monénembo     | Le Terroriste noir                   | Seuil              | Guinée           | également prix Ahmadou-Kourouma                                                               |
| 2013  |  | Léonora Miano        | La Saison de l'ombre                 | Grasset            | Cameroun         | également prix Femina                                                                         |
| 2014  |  | In Koli Jean Bofane  | Congo Inc.                           | Actes Sud (2)      | RD Congo         | également prix des cinq continents de la francophonie                                         |
| 2015  |  | Mohamed Mbougar Sarr | Terre ceinte                         | Présence africaine | Sénégal          | également prix Ahmadou-Kourouma et prix du roman métis des lycéens                            |
| 2016  |  | Douna Loup           | L'Oragé                              | Mercure de France  | France-Suisse    | également prix Virilo                                                                         |
| 2017  |  | Yamen Manaï          | L'Amas ardent                        | Elyzad             | Tunisie          | également prix des cinq continents de la francophonie, Comar d'or                             |
| 2018  |  | Jadd Hilal           | Des ailes au loin                    | Elyzad (2)         | France           | également prix du roman métis des lycéens et prix de la première œuvre littéraire francophone |
| 2019  |  | Laurent Gaudé        | Salina, les trois exils              | Actes Sud (3)      | France           | également prix du roman métis des lycéens et prix de la première œuvre littéraire francophone |
| 2020  |  | Gaëlle Bélem         | Un monstre est là, derrière la porte | Gallimard          | La Réunion       | également prix André-Dubreuil du premier roman                                                |
| 2021  |  | Akli Tadjer          | D'Amour et de Guerre                 | Les Escales        | Algérie / France |                                                                                               |
| 2022  |  | Ananda Devi          | Le Rire des déesses                  | Grasset            | France / Maurice | également prix Femina des lycéens 2021                                                        |
| 2023  |  | Xavier Le Clerc      | Un homme sans titre                  | Gallimard          | France           |                                                                                               |
| 2024  |  | Rachid Benzine       | Les silences des pères               | Le Seuil           | France / Maroc   |                                                                                               |

## Liste des lauréats du prix du roman métis des lycéens
| Année |  | Auteur                                      | Ouvrage                                       | Éditeur (xe fois)                         | Notes                                                               |
| ----- |  | ------------------------------------------- | --------------------------------------------- | ----------------------------------------- | ------------------------------------------------------------------- |
| 2011  |  | Delphine Coulin                             | Samba pour la France                          | éditions du Seuil                         |                                                                     |
| 2012  |  | Carole Zalberg                              | À défaut d’Amérique                           | Actes Sud                                 |                                                                     |
| 2013  |  | Cécile Ladjali                              | Shâb ou la nuit                               | Actes Sud                                 |                                                                     |
| 2014  |  | Guillaume Staelens                          | Itinéraire d'un poète apache                  | éditions Viviane Hamy                     |                                                                     |
| 2015  |  | Mohamed Mbougar Sarr                        | Terre ceinte                                  | Présence africaine                        |                                                                     |
| 2016  |  | Mbarek Ould Beyrouk                         | Le Tambour des larmes                         | Elyzad                                    |                                                                     |
| 2017  |  | Nathacha Appanah                            | Tropique de la violence                       | Gallimard                                 |                                                                     |
| 2018  |  | Jadd Hilal                                  | Des ailes au loin                             | Elyzad                                    |                                                                     |
| 2019  |  | Laurent Gaudé                               | Salina, les trois exils                       | Actes Sud                                 |                                                                     |
| 2020  |  | ex aequo Kaouther Adimi et Caroline Laurent | Les Petits de décembre et Rivage de la colère | éditions du Seuil et éditions Les Escales |                                                                     |
| 2021  |  | Djaïli Amadou Amal                          | Les Impatientes                               | Éditions Emmanuelle Collas                | également prix Goncourt des lycéens                                 |
| 2022  |  | Yamen Manaï                                 | Bel abîme                                     | Elyzad                                    | Tunisie                                                             |
| 2023  |  | Leïla Bouherrafa                            | Tu mérites un pays                            | Allary éditions                           |                                                                     |
| 2024  |  | Éric Chacour                                | Ce que je sais de toi                         | éditions Philippe Rey                     | Québec également mention spéciale du Grand prix du roman métis 2024 |

## Liste des lauréats du prix du roman métis des lecteurs de la ville de Saint-Denis
| Année |  | Auteur                  | Ouvrage                         | Éditeur (xe fois)       | Notes                                                               |
| ----- |  | ----------------------- | ------------------------------- | ----------------------- | ------------------------------------------------------------------- |
| 2017  |  | Nathacha Appanah        | Tropique de la violence         | Gallimard               |                                                                     |
| 2018  |  | Mohamed Mbougar Sarr    | Silence du chœur                | Présence africaine      |                                                                     |
| 2019  |  | Laurent Gaudé           | Salina, les trois exils         | Actes Sud               |                                                                     |
| 2020  |  | Caroline Laurent        | Rivage de la colère             | éditions Les Escales    |                                                                     |
| 2021  |  | Émilienne Malfatto      | Que sur toi se lamente le Tigre | Elyzad                  | également prix Goncourt du premier roman                            |
| 2022  |  | Ananda Devi             | Le Rire des déesses             | Grasset                 | également prix Femina des lycéens 2021 et Grand prix du roman métis |
| 2023  |  | Marie-Claude Derby      | M’a vi oute fiy                 | Éditions du 20 Décembre |                                                                     |
| 2024  |  | Beata Umubyeyi Mairesse | Le convoi                       | Flammarion              |                                                                     |

## Liste des lauréats du prix du roman métis des étudiants
| Année |  | Auteur       | Ouvrage                                          | Éditeur (xe fois) | Notes |
| ----- |  | ------------ | ------------------------------------------------ | ----------------- | ----- |
| 2024  |  | Gaëlle Bélem | Le fruit le plus rare, ou la vie d'Edmond Albius | Gallimard         |       |

## Liste des mentions spéciales
- 2010 : mention spéciale des jurys pour Fouad Laroui pour Une année chez les Français, éditions Julliard
- 2011 : mention spéciale des jurys pour Catherine Pinaly pour Sur Feuille de Songe…, éditions L’Harmattan
- 2018 : mention spéciale des jurys du Grand prix du roman métis et du Prix du roman métis des lecteurs de la ville de Saint-Denis[3] pour Un océan, deux mers, trois continents de Wilfried N'Sondé, Actes Sud
- 2019 : mention spéciale des jurys du Grand prix du roman métis pour Là où les chiens aboient par la queue de Estelle-Sarah Bulle, éditions Liana Levi[13]
- 2022 : mention spéciale du jury des lecteurs pour Bel abîme de Yamen Manaï
- 2024 : mention spéciale du jury du Grand prix du roman métis pour Ce que je sais de toi de Éric Chacour[15].